# Марія Крістіна Саксонська (1770–1851)
Марія Крістіна Альбертіна Кароліна Саксонська (нім. Maria Christina Albertina Carolina von Sachsen, 7 грудня 1770 — 24 листопада 1851) — саксонська принцеса з Альбертинської лінії Веттінів, донька принца Саксонії та королевича Польщі Карла Крістіана та польської шляхтянки Франциски Корвін-Красинської, дружина 6-го князя Каріньяно Карла Емануїла Савойського, а після його смерті — князя Жюля Максиміліана де Монлеара.

## Біографія
Народилась 7 грудня 1770 року у Дрездені. Стала єдиною вижившею дитиною в родині принца Карла Крістіана Саксонського та його дружини Франциски Корвін-Красинської, з'явившись на світ за десять років після їхнього весілля. Її старша сестра Марія Терезія померла немовлям до її народження.
Оскільки матір була нижчою за батька за походженням, їхній шлюб тривалий час намагалися розірвати та не визнавали при саксонському дворі. Лише у 1776 році, після офіційного визнання союзу польським сеймом та надання Францисці титулу імперської принцеси Йозефом II, Карлу Крістіану вдалося перевезти родину до Саксонії. Мешкало сімейство у Дрездені в Курляндському палаці, який вважався найелегантнішим та найкрасивішим палацом саксонської столиці, також у замку містечка Ельстерверда.
Вихованням Марії Крістіни займалися бонни та гувернантки. Дівчина навчалася філософії, географії, літературі, музиці, танцям, а також німецької, італійської, французької, польської та англійської мовам.

У першій половині 1796 року втратила обох батьків. Королем Саксонії в той час був її кузен Фрідріх Август І.

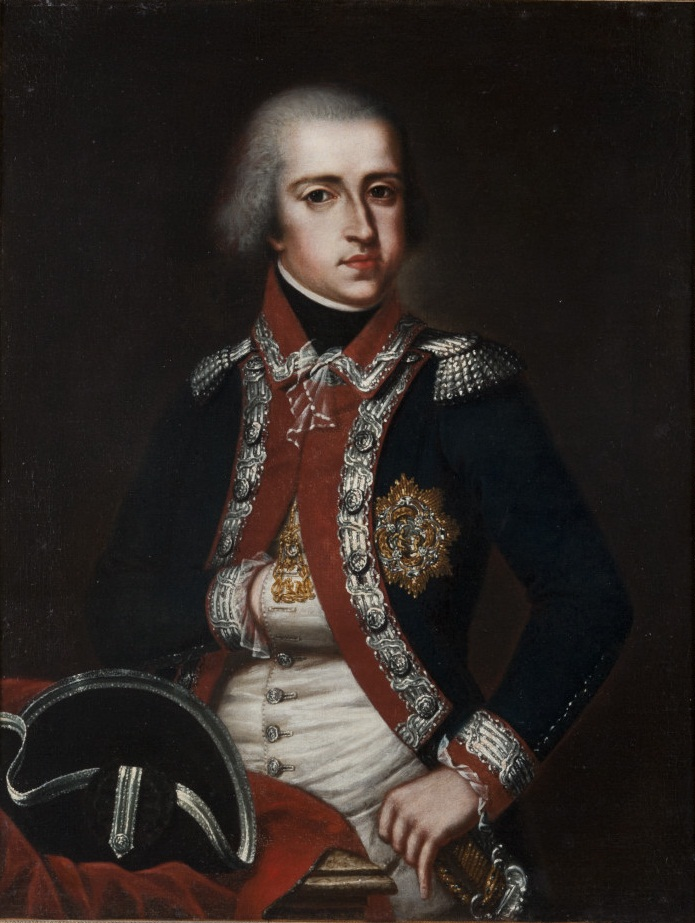
Портрет Карла Емануїла

У 26-річному віці була видана заміж за принца Каріньяно Карла Емануїла Савойського, який був її однолітком. Ініціатором союзу виступила матір нареченого, Жозефіна Лотаринзька. Вперше молоді люди зустрілися 30 вересня у Дрездені. Вінчання відбулося 24 жовтня 1797 року в Турині, на 27-й день народження нареченого. Шлюб виявився вдалим, але коротким. Оселилися молодята в палаццо Каріньяно в Турині. У них народилося двоє дітей.
У грудні 1798 року король Сардинії Карл Емануїл IV був скинутий французькою армією. Натомість французи проголосили створення П'ємонтської республіки. Чоловік Марії Крістіни вирішив залишитися на батьківщині і навіть увійшов до складу республіканського уряду. Втім, нова влада не довіряла йому, й у квітні 1799 року князь на два тижні був ув'язнений в цитаделі Турину, звідки вивезений до Діжону, де провів решту року а у січні 1800 — до Шайо, де мав змогу мешкати з родиною, хоча й під наглядом поліції. У серпні 1800 року Карл Емануїл раптово помер. Віддати сина на виховання Савойському дому Марія Крістіна відмовилася.
У 1800-х мала роман із графом Жюлем Максиміліаном де Монлеаром, від якого народила сина та доньку. Згодом пара побралася. Дати укладення шлюбу різняться від 1808 до 1816 років. Найчастіше вказується дата 1 лютого 1810 року. Після офіційного визнання союзу у пари народилося ще троє доньок. Всього мали п'ятеро спільних дітей.

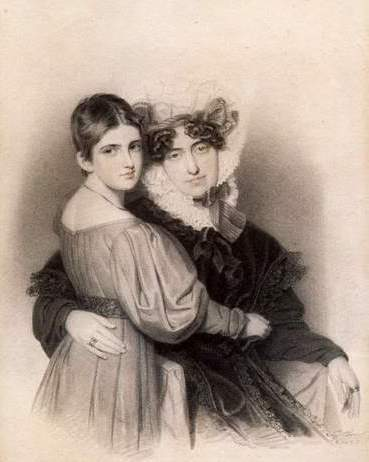
Портрет із донькою Августою

У 1810 році принцеса зі старшим сином були удостоєні аудієнції Наполеона, який дарував юнакові титул графа Імперії та пожиттєву ренту у сто тисяч франків. Певний час родина мешкала в Женеві, але після поразки Бонапарта під Лейпцигом у жовтні 1813 року, повернулися до Франції. Після реставрації Бурбонів у 1814 році Марія Крістіна зі старшими дітьми була тепло прийнята при дворі, однак Карл Альберт втратив усі льготи наполеонівського режиму.
Її другий чоловік перейшов на службу до австрійського імператора й у вересні 1822 року отримав титул імперського князя. У 1824 році пара придбала та реставрувала однойменний замок на пагорбі Галліцінберг у віденському районі Оттакринг. Перший час мешкали у палаці Чернін на Фаворітенштрассе і переїхали до Галліцінбергу після його реконструкції, сподіваючись, що свіже лісове повітря матиме цілющий ефект для здоров'я їхньої молодшої доньки.
Марія Крістіна пішла з життя у Парижі у 81-річному віці, переживши чотирьох своїх дітей. Її онук Віктор Емануїл II в цей час правив Сардинією. Згодом він став королем об'єднаної Італії. 

## Родина

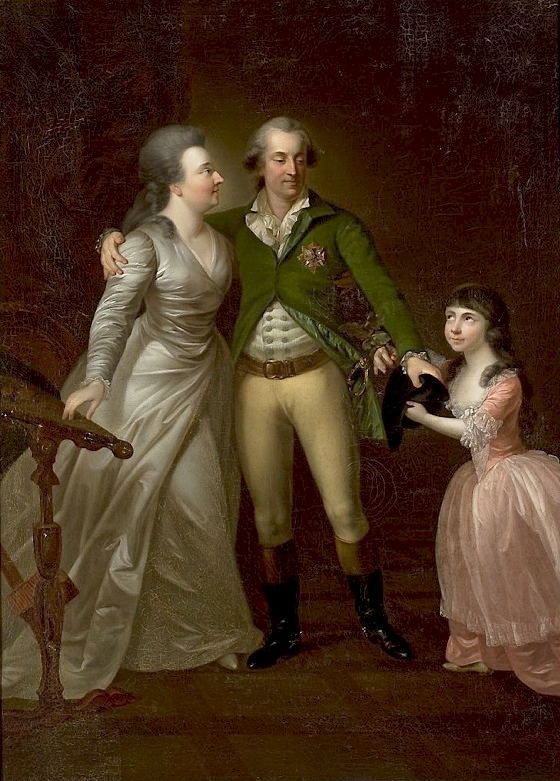
Портрет родини Карла Саксонського

Чоловік —  Карл Еммануель Савойський-Кариньянський
Діти: 
- Карл Альберт (1798—1849) — король Сардинії у 1831—1849 роках, був одружений з тосканською принцесою Марією Терезою, мав трьох дітей;
- Єлизавета (1800—1856) — дружина ерцгерцога Австрійського Райнера Йосипа, мала восьмеро дітей.

Чоловік — Жюль Максиміліан де Монлеар
Діти:
- Жюль Моріс (1807—1887) — принц де Монлеар, був одруженим з Вільгельміною де Монлеар, дітей не мав;[6]
- Луїза Батільда (1809—1823) — прожила 14 років;
- Берта Марія (1811—1831) — одружена не була, дітей не мала;
- Фредеріка Августа (1814—1885) — була одружена з бароном Куртом Карлом фон Верніцем, герцогом де Сен-Сімон і маркізом де Монблеру, дітей не мала;[7]
- Маргарита Юлія (1822—1832) — прожила 10 років.